# Paradise City
A Paradise City a hatodik dal a Guns N’ Roses együttes Appetite for Destruction (1987) című debütáló albumán. Kislemezen 1988-ban jelent meg. Ez az egyetlen olyan dal a lemezen, amelyhez szintetizátort használtak. A dal a Billboard Hot 100 ötödik helyéig jutott, ez a zenekar harmadik olyan kislemeze, amely bejutott a Top 10-be.

## Háttér
Slash elmondta, a dalt egy furgon hátsó részében írták, hazafelé jövet San Francisco városából, ahol aznap játszottak a Rock N Riders együttessel. A furgon hátuljában ültek ittak és akusztikus gitáron játszottak, mikor Slash előjött az intróval. Duff McKagan és Izzy Stradlin is csatlakozott. Slash elkezdett dúdolni egy dallamot, amire Axl Rose elénekelte a "Take me down to the Paradise City" mondatot. Slash folytatta a "Where the grass is green and the girls are pretty"-vel. Axl újra elénekelte az első sort, mire Slash azt kiabálta, "Where the girls are fat and they've got big titties". Axl a "Take . . . me . . . home!"-al fejezte be a dalt. Slash jobban szerette a refrén második változatát, de végül a többi tag az első mellett döntött, így a gitárost leszavazták. Később közösen a szöveg többi részét is megírták, a végén pedig Slash előjött azzal a nehéz riffel, ami az egész dalt hajtja.
Sokan azt hiszik, a "Paradise City" San Franciscóról és az ottani korrupcióról szól. Mások azon a véleményen vannak, hogy a dal Axl Rose és Izzy Stradlin Indiana-beli szülővárosáról, Lafayette-ről és a közeli Purdue Universityről szól.[forrás?] Egy Hit Parader magazinban megjelent 1988-as interjúban Rose elmondja, „a versszakok a dzsungelről szólnak, a refrén inkább a közép-nyugatról”. Matt Sorum annak ellenére, hogy nem volt ott a dal írásánál, azt nyilatkozta a szöveget Írországról írták. Más hiedelmek szerint a dal középpontjában a Geneva-tó áll, ahol a zenekar tartózkodott az Appetite for Destruction készítése során. Házat béreltek, pontosan a tó mellett.
A zenekar gyakran a koncertek befejézésénél játszotta a dalt a Use Your Illusion Turné és a Chinese Democracy Turné alatt.
A dal a 21. helyet kapta a VH1 "Minden idők 40 legnagyobb metal dala" listán, 3. helyet a Total Guitar magazin "Minden idők 100 legnagyobb szólója" listáján, az évek során több hasonló díjat is bezsebelt. A Rolling Stone magazintól a 453. helyezést nyerte el a "Minden idők 500 legjobb dalának listáján".
Slash-nek ez a kedvenc Guns N' Roses dala.
Az utolsó két percben a dal megváltozik, a refrént többször ismétlik, miközben Slash játssza a gitárszólót a háttérben.
A Hanoi Rocks gitárosa Andy McCoy szerint a dal a Hanoi Rocks néhány riffjének másolata. Szerinte a refrén hasonló a "Lost in the City" riffjéhez csak egy kicsit lassabb. Axl Rose már többször említette, hogy a Guns N' Roses-nak a Hanoi Rocks jelentette a legnagyobb inspirációt. A "Paradise City" riffjét gyakran használják fel az egykori Guns N' Roses tagok az új projektjeikben. Ez hallható Izzy Stradlin "Bomb" és a Velvet Revolver "Do It For the Kids" dalában is.

## Közreműködők
- Axl Rose – Ének, háttérvokál, szintetizátor és ütőhangszer
- Slash – Gitár
- Izzy Stradlin – Ritmusgitár, háttérvokál, ütőhangszer
- Duff McKagan – Basszusgitár, háttérvokál
- Steven Adler – Dob

## Élőben
A zenekar a koncerteken mindig az utolsó dalként, mintegy ráadásként adja elő a dalt. Ez már egy 1988-as fellépés óta hagyomány a koncertjeiken. A dalt az 1992-es Freddie Mercury emlékkoncerten is előadták (ez alkalommal a rövid setlist első száma volt).

## Videóklip
A videóklip felét a New Jerseyben található Giants Stadiumban forgatták, ahol a zenekar az Aerosmith együttessel közösen lépett fel. A videó felénél egy Concorde utasszállítóba látjuk őket belépni, amivel Angliába repülnek játszani, majd gyorsan visszatérnek az USA-ba. Az angliai felvételek a Monsters of Rock rendezvényen készültek a Donington Parkban. Ennek oka az a súlyos haláleset, amely a Guns N' Roses fellépésekor történt. Úgy gondoltak a felvételekből jó videóklipet lehetne elkészíteni és egyben ezzel tisztelegnének azok előtt, akik meghaltak a koncerten. Duff a klipben egy Aerosmith pólót visel.
A videó körülbelül negyedik percében Axl Rose jól láthatóan egy Második világháborús náci tiszti sapkát visel és egy stage pass lóg a nyakában, amin egy SS sas található. Axl kinyitja a stage pass-t, megmutatja a sast, majd becsukja, végül jelentőségteljes pillantással néz a kamerába. A videó nagy része fekete-fehér.

## Feldolgozások
- A híres rock n' roll énekes Pat Boone 1997-ben elkészítette a feldolgozást, majd rátette a heavy metal dalok feldolgozásaiból álló albumra, amely a In a Metal Mood: No More Mr. Nice Guy címet kapta.
- A Warrior Soul a dalt még metálosabb stílusban vette fel és rákerült az 1999-es Guns N' Roses tisztelgő albumra, az Appetite For Reconstruction-ra.
- Az Eighteen Visions nevű post-hardcore zenekar a 2004- es Bring You To Your Knees: A Tribute to Guns & Roses albumára is elkészítette (többek közt) a dal feldolgozását.
- A Scubba elkészítette a maga feldolgozását chill out stílusban, majd felkerült a 2006-os Guns N' Roses tisztelgő-albumra a Bossa n' Roses-ra.
- 2009-ben Slash "Sahara" kislemezén a "Paradise City" egy új verziója szerepelt, a Cypress Hill és Fergie (Black Eyed Peas) közreműködésével.
- Michael and the G2s együttes feldolgozása felkerült a Michael and the G2s Cover Everything albumra.

## Feldolgozások élőben
- 1999-ben a Hole előadta a "Paradise City"-t a Big Day Out-ban, Ausztráliában. Később felkerült a Celebrity Skin "Limited Tour Edition" kiadására is.
- A Velvet Revolver a Cypress Hill együttessel közösen felvette a dal rap-verzióját.
- Az American Idol nyertese Carrie Underwood a „Carnival Ride Turnén” előadta a dalt, a „November Rain”-nel együtt.
- A Camp Freddy feldolgozásokat játszó zenekar Slash-el és Duff McKagan-el adta elő a dalt, valamint csatlakozott hozzájuk Chester Bennington a Linkin Park-ból.

## Megjelenése más médiában
A Buli az élet című filmben az egyik részeg karakter ezt a dalt énekli.
A dal a Burnout Paradise című versenyautós videójáték főcímzenéje volt, valamint a játékban kitalált várost Paradise City-nek hívják.
A Degrassi:The Next Generation című sorozat egy négy részes epizódjának címe "Paradise City" volt.